# Jela Cello
Јелена Михаиловић (Ваљево, 6. октобар 1987) српска је челисткиња. Живи и ради у Београду и Лос Анђелесу. Изводи класичну и савремену музику под уметничким именом Jela Cello или JelaCello.

## Биографија
Јелена Михаиловић рођена је у Ваљеву (Србија), где је завршила и основну школу. Истовремено са основном школом уписала је и музичку школу „Живорад Грбић”, где јој је професорка била Нада Јовановић, жена пуна стваралачке енергије и знања. Последња два разреда основног музичког образовања завршила је у музичкој школи "Јосип Славенски" у Београду, као ђак генерације. Затим су уследиле студије на Факултету музичке уметности. У року је завршила основне, мастер и специјалистичке студије као један од најбољих студената. Током школовања на Музичком факултету у Београду освојила је више престижних домаћих и међународних награда. Њен стил наступа обликован је сарадњом са челистима, као што су: Ксенија Јанковић, Стефан Попов, Минео Хаиаши, Марк Косовер, Гари Хофман, Леонид Горохов, Гутиер Капусон, Кристиан Пиере Ла Марка и Давид Стрејнџ.

## Каријера
Године 2011. Јелена Михаиловић је снимила албум Клаш (Судар) који је објавио ПГП-РТС. Албум садржи једанаест композиција из различитих жанрова и векова, укључујући радове Баха, Равела, Брамса, Џимија Хендрикса и Битлса. Песме су аранжиране за соло виолончело и симфонијски оркестар, а продуцент је био Александар Хабиш. Албум Судар је побрао похвале критичара и прво издање је распродато. Њен видео "Purple Haze" (Пурпурна измаглица) имао је више од 1,5 милиона прегледа на Јутјубу.
Да би извела музику са албума Клаш уживо, Јела је 2012. формирала сопствени оркестар „Jela Cello Power Symphony Orchestra” са шездесет музичара. О мотивима за формирање једног оваквог оркестра уметница је у интервјуу изјавила „Основна идеја постојања таквог оркестра била је да окупимо младе, академски образоване уметнике и да са њима изводима концерте, снимамо музику и развијемо идеју инфилтрирања симфонијског звука у шири аудиторијум. Оркестар у овом тренутку броји 55 чланова, а кроз све године уназад је кроз њега прошло доста уметника."
Током 2012. године, група је имала распродату турнеју и стекла је улогу званичног амбасадора Београда, током кампање избора  Београда за Европску престоницу културе 2020. године. То је резултирало бројним позивима за извођење класичне и савремене музике. О својој музичкој каријери Јелена је изјавила:
| „ | Одрасла сам уз различите жанрове, у нашој кући се увек слушао добар поп, рок, али и лепа народна музика. Све то заједно, уз класично музичко образовање, довело је до писања наше ауторске музике, која је прави crossover између озбиљне класичне музике и савремене филмске и поп и рок рифова. | ” |

Током соло каријере, Јела је изводила оригиналне комаде написане за њу и прилагођене њеном сопственом музичком изразу. Једна од њих била је светска премијера дела под називом „Црни лабуд“ Александра Симића, коју је Јела извела поводом десетогодишњице београдског Интернационалног Фестина виолончела јула 2013. године.
После низа концерата у земљи и свету, Јелена је 29. новембра 2019. одржала свој први концерт у Београду, уз пратњу великог симфонијског оркестра. Jela Cello и Power Symphony Orchestra извели су музику са најновијег ауторског албума „Потрага за магичним виолончелом” који је као и претходна два издао ПГП-РТС, док је светску дистрибуцију обезбедио Warner Music Group.
Јелена Михаиловић је наступала на сценама широм света, а сарађивала је и са многим холивудским редитељима. У фондацији редитеља Џејмса Камерона, „Сити”, одржала је разна предавања и учествовала на бројним наступима чији врхунац је био наступ на вечери приликом доделе Оскара, на Камеруновој забави коју је он организовао и чији је био домаћин.
Ова јединствена уметница је почетком маја 2020. година пружила подршку борби против корона вируса у Србији, одржавши концерт из Скупштине града.

## Награде
Јела је награђена наградама "Златни штит" и "Златна повеља", које културно-просветна заједница Републике Србије додељује за преданост и креативни допринос култури.